# 中山弘正
中山弘正（なかやま ひろまさ、1938年 - ）は、日本の経済学者、明治学院大学名誉教授、キリスト教研究所名誉所員、第10代院長。

## 来歴
海軍軍人中山定義の長男として、長崎県佐世保市に生まれる。1961年に東京大学経済学部を卒業。1963年東京大学大学院修士課程を修了、1966年法政大学大学院博士課程を修了。1974年に、東京大学より経済学博士を授与される。1968年より、明治学院大学経済学部の専任講師に就任する。
1976年より明治学院大学経済学部の教授に就任する。1977年6月より1978年3月まで、科学者交流の一環として、モスクワ市グプナキ通りに住む。
1994年より1997年まで明治学院第10代目院長に就任する。明治学院院長時代の1995年1月に東京在住の父と母が死去し、中山が喪主を務める。この年の5月に戦争責任告白をする。
長老派のクリスチャンでもある。

## 著書
- 『現代ソヴエト農業』東京大学出版会、1976年
- 『膨張する社会主義、ソ連』現代評論社、1977年
- 『ほほえみはひとつ-古風なソビエト気候』ヨルダン社、1981年
- 『ソビエト農業事情』NHKブックス、1981年
- 『帝政ロシアと外国資本』岩波書店、1988年
- 『ペレストロイカの中に住んで』1989年
- 『ロシア　擬似資本主義の構造』岩波書店、1993年
- 『学院の鐘はひびきて-ある戦後史』1996年
- 『現代の世界経済』2003年

### 共著
- 中山弘正・上垣彰・辻義昌『現代ロシア経済論』岩波書店, 2001年